# Siegfried Vogelsänger
Siegfried Vogelsänger (* 24. September 1927 in Dortmund; † 5. Februar 2015 in Sainte-Hernot, Frankreich) war ein deutscher Musikwissenschaftler und Hochschullehrer.
Vogelsänger absolvierte zunächst eine Lehre als Tischler (Gesellenbrief). Von 1952 bis 1955 studierte er an der Landeskirchenmusikschule in Herford bei Wilhelm Ehmann und legte das B-Examen ab. Es folgte ein Studium der Pädagogik in Dortmund. Von 1957 bis 1961 war er als Volksschullehrer in Dortmund sowie als Kirchenmusiker in Soest tätig. In Dortmund gründete er die Michael-Praetorius-Kantorei. Er setzte sein Musikstudium an der Nordwestdeutschen Musikakademie in Detmold fort und legte das Examen für Schulmusik und das A-Examen für Kirchenmusik ab. 1971 wurde er promoviert, 1974 habilitierte er sich. Von 1973 bis 1992 lehrte er als Professor für Medienpädagogik an der Fachhochschule Niederrhein in Mönchengladbach. Sohn von Siegfried Vogelsänger ist der Kirchenmusiker Joachim Vogelsänger.

## Veröffentlichungen
- Musik als Unterrichtsgegenstand der allgemeinbildenden Schulen. Schott, 1970.
- Musik im Lehrerseminar zu Soest. Westfälische Verlagsbuchhandlung, 1973.
- Michael Praetorius beim Wort genommen. Edition Herodot, 1987.
- Michael Praetorius 1572–1621. Hofkapellmeister und Komponist zwischen Renaissance und Barock. Eine Einführung in sein Leben und Werk. In Zusammenarbeit mit Winfried Elsner. Möseler, Wolfenbüttel 2008, ISBN 978-3-7877-3043-8.